# Chlorida spinosa
Chlorida spinosa là một loài bọ cánh cứng trong họ Cerambycidae.